# Alexandra van Saksen-Coburg en Gotha

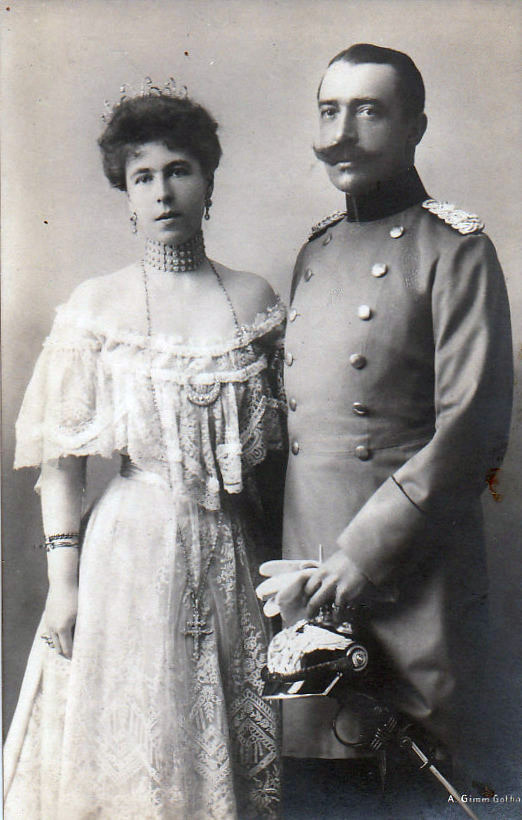
Alexandra Louise Olga Victoria en hertog Ernst van Hohenlohe-Langenburg

Alexandra “Sandra” Louise Olga Victoria (Coburg, 1 september 1878 – Schwäbisch Hall, 16 april 1942), Prinses van Edinburgh, Prinses van Saksen-Coburg en Gotha, was een lid van de Britse koninklijke familie. 

## Jeugd
Ze werd geboren op 1 september 1878 te Coburg, Duitsland, als de dochter van prins Alfred van Saksen-Coburg en Gotha en diens echtgenote, Maria Aleksandrovna van Rusland. Haar vader was de tweede zoon van koningin Victoria van het Verenigd Koninkrijk, haar moeder was een dochter van tsaar Alexander II van Rusland.
Toen haar oudoom, hertog Ernst II van Saksen-Coburg en Gotha, op 2 augustus 1893 kinderloos stierf, kwam het dubbelhertogdom Saksen-Coburg en Gotha aan Alexandra’s vader toe. De Prins van Wales had namelijk van de troonopvolging afgezien. Hierdoor kreeg Alexandra de titel “Prinses van Saksen-Coburg en Gotha”.

## Huwelijk en gezin
Alexandra verloofde zich op 9 september 1895 met Ernst zu Hohenlohe-Langenburg, met wie ze op 20 april 1896 te Coburg trouwde. Uit dit huwelijk werden vijf kinderen geboren:
- Gottfried Hermann Alfred Paul Maximilian Viktor (1897-1960), gehuwd met Margaretha, dochter van Andreas van Griekenland
- Maria Melita Leopoldine Viktoria Alexandra Sophie (1899-1967), gehuwd met Willem Frederik van Sleeswijk-Holstein-Sonderburg-Glücksburg
- Alexandra Beatrice Leopoldine (1901-1963)
- Irma Helene (1902-1986)
- Alfred (16 april - 18 april 1911)

Ze bracht de rest van haar leven door in Duitsland. Ze stierf in 1942 op 63-jarige leeftijd te Schwäbisch Hall, Duitsland.